# سامسونج كوربي
سامسونغ S3650 (المعروف أيضًا باسم سامسونج كوربي) هو هاتف محمول صنع من قبل شركة سامسونج الكورية، مزود بشاشة تعمل باللمس، طرح في السوق في أكتوبر 2009. يحتوي الهاتف على كاميرا بدقة 2 ميجا بيكسل وشاشة لمس TFT قياسها 2.8 بوصة. يحتوي الهاتف على عدة مميزات كتشغيل الموسيقى والإنترنت وتشغيل التطبيقات والألعاب والكاميرا. يتوفر الهاتف بأربعة ألوان مختلفة (للأغطية الخلفية والأزرار الجانبية) وهي أبيض، وردي ، برتقالي أو أصفر.

## الخصائص
- كاميرا خلفية 2ميغابكسل
- ذاكرة تخزين 50 ميغابايت
- تشغيل الموسيقى mp3
- تشغيل الألعاب و التطبيقات
- تشغيل الإنترنت
- رباعي الموجات GSM / EDGE
- شاشة لمس TFT سعوية 2.8 بوصة بدقة QVGA
- سعة تخزين 50 ميجابايت على اللوحة وفتحة بطاقة microSD (تصل إلى 8 جيجابايت)
- كاميرا 2 ميجا بيكسل ذات تركيز ثابت مع كشف الابتسامة ، تسجيل فيديو QVGA @ 15fps
- راديو FM مع RDS
- البحث عن خدمة التعرف على الموسيقى
- TouchWiz و Cartoon UI
- تكامل الشبكات الاجتماعية مع تحميلات الملفات المباشرة
- بلوتوث 2.1 مع A2DP ، USB v.2.0
- عارض مستندات Office
- فتح ذكي
- أغطية خلفية قابلة للتبديل
- الألعاب التي تدعم جافا
- جهة اتصال الصورة